# بان گو
بان گو (انگلیسی: Ban Gu؛ AD ۳۲ – ad ۹۲ (۵۹−۶۰ سال)) یک شاعر اهل چین بود.